# Марош Клімпл
Марош Клімпл (словац. Maroš Klimpl, нар. 4 січня 1980, Мартін) — словацький футболіст, що грав на позиції захисника і півзахисника. Виступав за низку словацьких і закордонних клубів, а такожза національну збірну Словаччини. Володар Кубка Чехії.

## Клубна кар'єра
У професійному футболі Марош Клімпл дебютував 1998 року виступами за команду «Ружомберок», з якої футболіста відправили в річну оренду до клубу «Дукла», після повернення з якої грав у складі клубу «Ружомберок» до 2001 року.
З 2001 по 2005 рік Клімпл грав у складі чеського клубу «Вікторія» (Жижков). У 2005 році словацький футболіст перейшов до іншого чеського клубу «Банік», у складі якого цього ж року здобув титул володаря Кубка Чехії. У 2007 році Клімпл перейшов до данського клубу «Мідтьюлланд», звідки керівництво клубу за рік віддало словака в ореду до шотландського клубу «Мотервелл».
У 2009 році Марош Клімпл перейшов до іншого шотландського клубу «Данді», а вже наступного року знову став гравцем клубу «Вікторія» (Жижков). У 2011 році словацький футболіст грав у складі сербського клубу «Слобода» (Ужице), і ще протягом цього року перейшов до складу кіпрського клубу «Аріс». У 2012—2013 роках Клімпл грав у складі чеського клубу «Хомутов». На початку 2014 року футболіст перейшов до чеського клубу «Тепліце», а в другій половині року грав у складі чеського клубу «Колін», після чого завершив виступи на футбольних полях.

## Виступи за збірну
У 2002 році Марош Клімпл дебютував у складі національної збірної Словаччини. У складі збірної грав до 2007 року, загалом провів у її складі 19 матчів, у яких відзначився 1 забитим голом.

## Титули і досягнення
- Володар Кубка Чехії (1):

«Банік»: 2004–2005